# 조영규 (배우)
조영규(1976년 11월 15일 ~ )는 대한민국의 배우이다.

## 출연작

### 영화
- 《남산의 부장들》 (2020년) - 경호원 4 역
- 《밀정》 (2016년) - 김학진 역
- 《열정같은소리하고있네》 (2015년) - 신경과 과장 역
- 《아이들...》 (2011년) - 실종방송 남 MC 역
- 《초능력자》 (2010년) - 의사 역
- 《약탈자들》 (2009년) - 상동 역
- 《그녀는 예뻤다》 (2008년) - 순경 1 역
- 《괴물》 (2006년) - 형사 1 역
- 《강적》 (2006년) - 철수 역
- 《달콤, 살벌한 연인》 (2006년) - 성식 역
- 《새드 무비》 (2005년) - 조사반 직원 역
- 《강력3반》 (2005년) - 웨이터장 캡틴 역
- 《지나가는 비》 (2001년) - 남자 역

## 수상
- 2010년 제31회 서울연극제 신인연기상
- 2006년 제18회 거창국제연극제 연기상